# Astracantha brachycalyx
Astracantha brachycalyx là một loài thực vật có hoa trong họ Đậu. Loài này được (Fisch. ex Boiss.) Podl. miêu tả khoa học đầu tiên năm 1983.